# 25 - Live in Concert
25 - Live in Concert è il secondo album live (ventisettesimo nella discografia ufficiale) dei Rondò Veneziano pubblicato nel 2005 dalla Cleo Music AG e ripubblicata dalla Deltadischi con Cleo Music AG nel 2008.

## Tracce
1. Stagioni di Venezia (Gian Piero Reverberi e Ivano Pavesi) - 4:36
2. Ariete-Fuoco (Gian Piero Reverberi e Ivano Pavesi) - 2:27
3. Note di notte (Gian Piero Reverberi e Ivano Pavesi) - 3:13
4. Symphonic run (Gian Piero Reverberi e Ivano Pavesi) - 3:42
5. Caro Babbo Natale (Gian Piero Reverberi e Ivano Pavesi) - 2:37
6. Papagena (Gian Piero Reverberi e Ivano Pavesi) - 3:07
7. Rondò veneziano (Gian Piero Reverberi e Laura Giordano) - 3:00
8. Tema veneziano (Gian Piero Reverberi e Ivano Pavesi) - 2:46
9. Colombina (Gian Piero Reverberi e Laura Giordano) - 3:08
10. Attimi di magia (Gian Piero Reverberi e Ivano Pavesi) - 2:55
11. Carrousel (Gian Piero Reverberi e Ivano Pavesi) - 3:17
12. Marco Polo (Gian Piero Reverberi e Ivano Pavesi) - 4:51
13. La Serenissima (Gian Piero Reverberi e Laura Giordano) - 1:47
14. Odissea veneziana (Dario Farina e Gian Piero Reverberi) - 2:09
15. Risveglio (Gian Piero Reverberi) - 6:20
16. Gioco finale (Gian Piero Reverberi e Ivano Pavesi) - 1:43
17. La Piazza (Gian Piero Reverberi e Ivano Pavesi) - 3:23
18. La meta: il trionfo (Gian Piero Reverberi e Ivano Pavesi) - 3:06